# Prezidentské volby v Nigeru v roce 1993

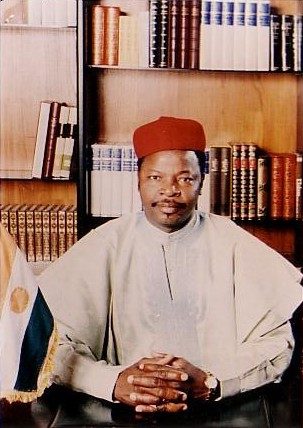
Vítězný kandidát Mahamane Ousmane

Prezidentské volby se v Nigeru konaly dne 27. února 1993. Jejich druhé kolo proběhlo dne 27. března poté, co žádný kandidát v prvním kole nezískal přes 50 % hlasů. Jednalo se o první prezidentské volby v této zemi od zisku nezávislosti v roce 1960, kterých se účastnilo více kandidátů. Jejich kandidaturu umožnily ústavní změny schválené v referendu v roce 1992. V prvním kole získal nejvíce hlasů kandidát Národního hnutí pro rozvoj společnosti Mamadou Tandja. Tato strana byla po parlamentních volbách konaných v roce 1993 nejsilnější stranou v zemi. Ve druhém kole však Tandja prohrál s Mahamanem Ousmaneem z Demokratické a sociální konvence. V prvním kole byla volební účast 32,5 %. Ve druhém kole přišlo k volbám 35,2 % voličů.

## Výsledky
| Kandidát                            | Politická strana                                             | První kolo | První kolo | Druhé kolo | Druhé kolo |
| Kandidát                            | Politická strana                                             | Hlasy      | %          | Hlasy      | %          |
| ----------------------------------- | ------------------------------------------------------------ | ---------- | ---------- | ---------- | ---------- |
| Mamadou Tandja                      | Národní hnutí pro rozvoj společnosti                         | 444 223    | 34,28 %    | 639 418    | 45,58 %    |
| Mahamane Ousmane                    | Demokratická a sociální konvence                             | 343 261    | 26,55 %    | 763 476    | 54,42 %    |
| Mahamadou Issoufou                  | Nigerská strana pro demokracii a socialismus                 | 205 707    | 15,91 %    |            |            |
| Moumouni Adamou Djermakoye          | Nigerská aliance pro demokracii a pokrok                     | 196 949    | 15,23 %    |            |            |
| Illa Kané                           | Unie demokratických a progresivních patriotů                 | 32 951     | 2,55 %     |            |            |
| Oumarou Garba Issoufou              | Nigerská pokroková strana – Africké demokratické shromáždění | 25 769     | 1,99 %     |            |            |
| Omar Katzelma Taya                  | Nigerská sociálně demokratická strana                        | 23 565     | 1,82 %     |            |            |
| Djibo Bakary                        | Sawaba                                                       | 21 662     | 1,68 %     |            |            |
| Celkem                              | Celkem                                                       | 1 293 087  | 100 %      | 1 402 894  | 100 %      |
|                                     |                                                              |            |            |            |            |
| Platných hlasů                      | Platných hlasů                                               | 1 293 087  | 97,31 %    | 1 402 894  | 97,87 %    |
| Neplatných hlasů                    | Neplatných hlasů                                             | 35 695     | 2,69 %     | 30 499     | 2,13 %     |
| Celkem hlasů                        | Celkem hlasů                                                 | 1 328 782  | 100 %      | 1 433 393  | 100 %      |
| Registrovaných voličů/volební účast | Registrovaných voličů/volební účast                          | 4 082 076  | 32,55 %    | 4 069 333  | 35,22 %    |